# サンホセ (アンティーケ州)
サンホセ（San Jose）は、フィリピン・パナイ島の西部にある、スールー海に面した港湾都市である。アンティーケ州の州都となっている。
バランガイの数は28、人口は2000年国勢調査によれば48,261人、世帯数は9,639である。
もっとも一般的に話される言語は、アンティーケ州の主要言語でもあるキナライア語（Kinaray-a）である。英語、フィリピン語も通じる。